# Anticattolicesimo

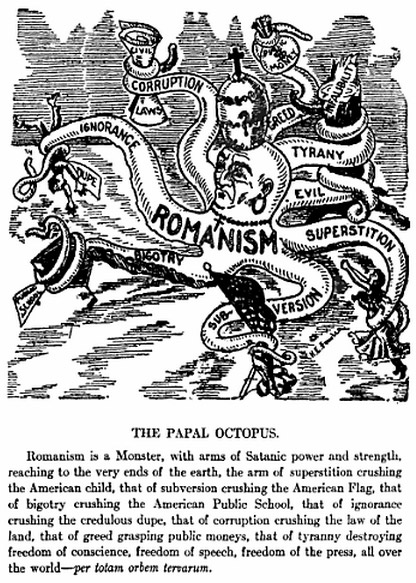
The Pope: Chief of White Slavers, High Priest of Intrigue.
Caricatura di J. J. Crowley (1913) raffigurante il papismo come una piovra che estende la sua influenza negativa nella società statunitense. La vignetta rispecchia la diffidenza e il pregiudizio contro il Cattolicesimo, diffusi nella società statunitense all'inizio del XX secolo, in cui i cattolici, immigrati recenti, erano percepiti come la quinta colonna di una potenza straniera. La didascalia si chiude con una scimmiottatura del latino ecclesiastico, che contiene un errore grammaticale (totam per totum).

L'anticattolicesimo o antipapismo è l'opposizione ideologica, la critica o l'ostilità verso le posizioni dottrinali e/o politiche della Chiesa cattolica, del papa e della gerarchia ecclesiastica.
A seconda dei casi e dei vari contesti, il termine può indicare anche, oppure esclusivamente, forme di discriminazione e persecuzione violenta dei cattolici, cioè i cristiani laici che aderiscono alle pratiche e alla fede del cattolicesimo romano.

## Origini e storia del fenomeno

### Riforma protestante e anglicana

#### Germania

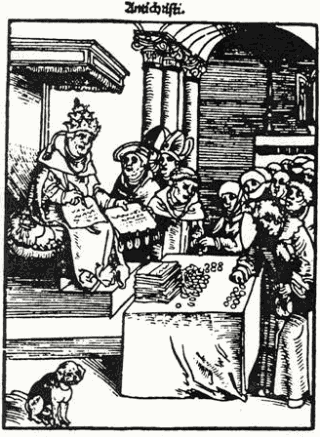
L'Anticristo di Lucas Cranach il vecchio, 1521, raffigura il papa come l'Anticristo. L'accusa di simonia è evidente: sull'altare si vede una pila di bolle e si contano le monete.

Le origini del fenomeno antipapista possono essere fatte risalire al XVI secolo, durante il papato di Leone X, i costumi della cui corte furono una delle concause della nascita della Riforma: il monaco agostiniano tedesco Martin Lutero, autore di pesanti critiche contro la corruzione morale ed economica della Chiesa di Roma (e a seguito delle quali ricevette la bolla di scomunica dallo stesso Leone X), descrisse il Papa come l'Anticristo e la stessa Chiesa cattolica come la Prostituta di Babilonia vaticinata nel Libro dell'Apocalisse.
Tali dichiarazioni di Martin Lutero vennero trasferite nella liturgia di alcune confessioni riformate, tanto da divenire una professione di fede. Riporta infatti la professione di fede di Westminster, recitata dai fedeli anglicani, che il capo della Chiesa è Gesù Cristo, e che il papa non può quindi esserlo, in quanto peccatore e figlio della perdizione. La confessione di fede battista di Londra del 1689 (calvinista) recita nei suoi punti essenziali che, ribadito il ruolo di Gesù Cristo come capo della Chiesa, il papa è escluso dal ruolo di guida in quanto espressamente definito “Anticristo”.

#### Inghilterra
In Inghilterra, invece, il fenomeno antipapista ebbe origine con lo scisma anglicano di Enrico VIII (1534): già prima di lui diversi sovrani inglesi si erano opposti al sistema di tassazione del clero operato da Roma, ed Enrico VIII colse l'occasione del diniego del papa Clemente VII di concedergli il divorzio dalla moglie Caterina d'Aragona per fare approvare dal parlamento alcune norme che svincolavano il clero inglese dall'autorità papale per porla in capo alla Corona. Nel 1534, poi, fu approvato l'Atto di Supremazia (Act of Supremacy) con il quale la Corona inglese veniva dichiarata la massima autorità religiosa d'Inghilterra, e di conseguenza ogni qualsiasi atto di fedeltà o sottomissione al papa sarebbe stato considerato tradimento (cosa questa che portò all'esecuzione di Tommaso Moro).

Tale Atto, soppresso nel 1554 da Maria Tudor (figlia di Enrico VIII e di Caterina d'Aragona), fervente cattolica e soprannominata Maria la Sanguinaria (Bloody Mary) per via delle feroci persecuzioni operate nei confronti dei protestanti a seguito dei suoi tentativi per ripristinare il cattolicesimo in Inghilterra, fu reintrodotto da Elisabetta I (figlia dello stesso Enrico VIII e di Anna Bolena) nel 1559. La condanna a morte per cospirazione decretata da Elisabetta nei confronti di sua cugina, Maria Stuarda (al centro di un complotto per uccidere la regina, da lei definita la bastarda in quanto figlia del matrimonio considerato illegittimo con Anna Bolena), regina di Scozia e appoggiata dalla casa regnante di Francia, pose definitivamente fine a qualsiasi tentativo di reintrodurre il cattolicesimo come religione di Stato in Inghilterra.
Durante il regno di Elisabetta I, le persecuzioni operate in precedenza da sua sorella Maria la Sanguinaria nei confronti dei protestanti furono sfruttate in chiave propagandistica contro i papisti (così venivano definiti i cattolici in Inghilterra) nel Libro dei Martiri di John Foxe (Foxe's Book of Martyrs). Nel 1571 il sinodo dei vescovi anglicani stabilì che il Libro dovesse venire esposto per pubblica lettura in tutte le cattedrali e in tutte le abitazioni del clero, e in molte chiese parrocchiali esso venne esposto di fianco alla Bibbia. Tale libro divenne popolarissimo soprattutto tra i Puritani inglesi e lo rimase fino al XIX secolo, anche se la trattazione invero partigiana alimentò in senso negativo i pregiudizi verso il cattolicesimo al di là della critica alle numerose persecuzioni da quest'ultimo messe in atto (direttamente dal papato oppure da sovrani cattolici), in Inghilterra e nel resto d'Europa.
A peggiorare ulteriormente il clima di ostilità ormai palese tra cattolici da una parte, e anglicani e protestanti dall'altra, vi fu il tentativo di Pio V di delegittimare Elisabetta con una bolla (Regnans in Excelsis, 1571) che definiva la regina eretica e tramite la quale si intendeva sciogliere i cattolici inglesi dal vincolo d'obbedienza alla loro sovrana. Come risultato, tale bolla ebbe solo quello di aumentare la diffidenza di Elisabetta verso i cattolici, considerati politicamente inaffidabili quando non sospetti di infedeltà verso la Corona.
Ulteriore motivo di astio verso i cattolici e il papato fu il tentativo di Filippo II di Spagna di dare attuazione pratica alla bolla di Pio V, invadendo l'Inghilterra per sedersi sul trono di Londra, su cui il re di Spagna rivendicava diritti in quanto vedovo di Maria Tudor. Nel 1588 la flotta spagnola, l'Invincibile Armata, mosse verso le Isole Britanniche, ma fu sconfitta e decimata nel Canale della Manica dalle navi anglo-olandesi (altro popolo che si era ribellato al cattolicesimo e all'occupazione spagnola durata quasi un secolo) comandate dall'ammiraglio Francis Drake.
Tale clima ostile generò anche da parte anglicana persecuzioni nei confronti dei cattolici: missionari gesuiti - insieme a laici che ne avevano favorito il tentativo di fuga - vennero giustiziati a Tyburn, presso Londra. La Chiesa cattolica li canonizzò come martiri e poco lontano dal luogo della loro esecuzione oggi sorge un convento.
Tra gli altri episodi che acuirono tra gli anglicani e i protestanti inglesi il sentimento antipapista e, più in generale, anticattolico, vi fu la fallita cospirazione del cattolico Guy Fawkes nota come Congiura delle Polveri (Gunpowder Plot): questi, di concerto con altri correligionari, organizzò un attentato dinamitardo contro il re Giacomo I e il Parlamento riunito nella Camera dei Lord nella sessione d'apertura del 1605: il complotto fu scoperto in tempo per impedire che le polveri esplodessero; ugualmente influente sull'immaginario collettivo fu il Grande incendio di Londra del 1666, che qualcuno attribuì ai cattolici (sebbene non vi sia alcuna evidenza al riguardo) in base al fatto che una mano ignota aveva inciso sul monumento commemorativo di tale incendio una dichiarazione, che ascriveva la paternità del disastro a un non meglio identificato “fanatico papista”. A inasprire il clima da parte anglicana, infine, vi fu l'invenzione di un complotto papista da parte di Titus Oath, che denunciò a un magistrato anglicano un piano ordito da alcuni cattolici per uccidere il re e sostituirlo con un papista che avrebbe reintrodotto l'obbedienza a Roma nel regno. Tale montatura portò alla condanna a morte di almeno 15 persone con l'accusa di tradimento, prima che venisse scoperta e Oath venisse imprigionato.
Le ragioni alla base del fiero sentimento anticattolico che permeava il Regno Unito di quell'epoca sono riassunte da William Blackstone nei suoi Commentari sulle leggi inglesi (Commentaries on the Laws of England):
(William Blackstone, Commentaries on the Laws of England, IV, c.4 ss. iii.2, p. *54, 1765)
Il nocciolo dell'accusa, quindi, è che i cattolici costituivano un Imperium in imperio, una quinta colonna che riservava maggior obbedienza al papa che non alle leggi del proprio Stato. A seguito di ciò, un corpus di leggi penali fu emanato per limitare i diritti civili e politici dei cattolici che non riconoscessero l'autorità del re sopra ogni altra. Con la loro emancipazione nel 1829 tali leggi furono in seguito abrogate.
Nonostante la fine di tali limitazioni legali, tuttavia, rimase un diffuso pregiudizio verso i cattolici per tutto l'Ottocento, acuito dall'esodo in Inghilterra degli irlandesi che cercavano di sfuggire alla Grande carestia di metà secolo. A tutt'oggi i membri della famiglia reale britannica perdono qualsiasi prerogativa di successione al trono qualora si convertano al cattolicesimo, come previsto dall'Act of Settlement, 1701 (Legge di Successione del 1701), ma con il successivo Succession to the Crown Act 2013 (legge di Successione alla Corona del 2013) non perdono più i loro diritti nel caso in cui sposino un cattolico.

#### Irlanda
La maggioranza cattolica dell'isola d'Irlanda fu soggetta a vessazioni inglesi fin dallo scisma di Enrico VIII. Tale atteggiamento si inasprì allorquando Elisabetta I - e il suo successore Giacomo I - decisero di smantellare il sistema sociale basato sul clan per instaurare quello statale inglese. Vi furono espropri dei latifondi, attuati sia tramite conversione all'anglicanesimo dell'aristocrazia terriera anglo-irlandese, oppure tramite confische. Molti cattolici irlandesi vennero spossessati delle loro terre, le quali furono assegnate a coloni provenienti dalla Gran Bretagna (va detto tuttavia che anche Maria la Sanguinaria si era già resa attrice a sua volta di una colonizzazione simile in Irlanda, sebbene di stampo cattolico invece che anglicano).
Lo spossessamento continuò anche durante il breve periodo repubblicano di Oliver Cromwell, il quale assegnò ai veterani di guerra inglesi ampi possedimenti in Irlanda quale ricompensa per i loro servizi allo Stato. L'Irlanda andò incontro a un rapido spopolamento degli indigeni sia per via dei massacri commessi per sottomettere l'isola - che per le emigrazioni di massa, che durarono fino al XIX secolo, sia verso l'Europa continentale che, più frequentemente, verso l'America settentrionale.
L'opera di colonizzazione britannica provocò anche un'alterazione demografica, etnica e culturale dell'isola: si formò una classe dirigente anglicana e protestante fedele a Londra, che lasciò fuori dalle leve del potere la popolazione cattolica. La vecchia struttura ancora basata sui rapporti familiari fu smantellata e furono introdotte nuove forme giuridiche di proprietà privata, commercio e credito. Furono bandite anche forme di espressione della religione cattolica, e scuole ed edifici cattolici furono chiusi ed espropriati.
Con il citato atto di emancipazione del 1829 le cose cambiarono anche in Irlanda, e i cittadini di religione cattolica divennero eleggibili al parlamento britannico; ma le modificazioni sociali avevano fatto sì che vi fossero significative presenze protestanti e unioniste soprattutto nel nord dell'isola (l'odierna Irlanda del Nord). Anche dopo l'indipendenza e la nascita della Repubblica d'Irlanda (1921) il conflitto nell'Irlanda del Nord, rimasta al Regno Unito, tra i cattolici filo-repubblicani e i protestanti e gli anglicani unionisti portò a una lunga stagione di atti terroristici a opera di ambo le parti, segnatamente gli unionisti ispirati dal reverendo presbiteriano Ian Paisley da un lato e l'IRA dal lato cattolico. Solo negli ultimi anni si è addivenuti a una pacifica risoluzione del sanguinoso conflitto tra le due parti etnico-religiose in causa.

#### Scozia
Con l'adesione nel 1560 alla Riforma, anche la Scozia uscì dalla sfera d'influenza di Roma e istituì una chiesa nazionale, di stampo calvinista. A differenza della Chiesa Anglicana, quella scozzese non divenne tuttavia Chiesa di Stato. Lo scisma scozzese dal cattolicesimo, comunque, acuì maggiormente la separazione e il clima di ostilità verso la Chiesa cattolica in Gran Bretagna. Anche gli anglicani di Scozia tuttavia non furono esenti da attacchi ostili, a seguito del tentativo di Carlo I di riformare la Chiesa scozzese: i tentativi di riforma furono rigettati in quanto ritenuti troppo affini - nei sacramenti e nel rito - a quelli cattolici.
A partire dalla seconda metà del XIX secolo il flusso migratorio di irlandesi verso la Gran Bretagna aumentò considerevolmente, e anche in Scozia i cattolici vennero per lungo tempo trattati alla stregua di cittadini di rango inferiore. Ancora oggi, le due squadre di calcio più importanti di Scozia, il Celtic e i Rangers, entrambe di Glasgow, conservano uno zoccolo duro di tifoseria connotato religiosamente e politicamente: cattolico e filo-irlandese quello dei Celtic, protestante e nazionalista quello dei Rangers. In passato vi furono problemi di ordine pubblico anche molto seri a causa di ciò (la Coppa di Scozia del 1909 non fu assegnata a causa dei gravi incidenti causati dalle tifoserie delle due squadre, impegnate nella finale), anche se negli ultimi anni, con nuove immigrazioni da altre parti d'Europa e nuove politiche tendenti a combattere la faziosità sugli spalti e fuori, la rivalità ha perso le sue connotazioni più estreme per limitarsi solo all'ambito sportivo, sebbene ancora negli anni ottanta fosse possibile rischiare una rivolta a Glasgow per mano di entrambe le tifoserie a causa dell'ingaggio da parte dei Rangers di un calciatore cattolico di grido, Mo Johnston, visto come un tradimento dai tifosi del Celtic e un affronto alla tradizione da quelli dei Rangers.

### Il Nuovo Mondo e il “Muro di separazione” tra Stato e Chiesa

#### Le nuove colonie in America e la nascita degli Stati Uniti

Firma della Dichiarazione d'Indipendenza (4 luglio 1776)

La colonizzazione del continente nordamericano, iniziata a partire dal XVII secolo, fu di carattere prevalentemente protestante, a opera dei cosiddetti "Padri Pellegrini" che nel 1620 sbarcarono nell'odierno Massachusetts: questi, provenienti dall'Inghilterra e dai Paesi Bassi, avevano lasciato i loro Paesi d'origine al fine di stabilirsi in un posto ove potessero preservare la propria identità culturale e religiosa.
Le successive ondate di immigrazione nel continente - in stragrande maggioranza provenienti dall'Inghilterra e altri Paesi che avevano aderito alla Riforma - portarono alla commistione di diverse confessioni riformate, cosa questa che indusse un secolo e mezzo più tardi i padri fondatori degli Stati Uniti che avevano firmato la Dichiarazione di indipendenza dalla madrepatria (4 luglio 1776) a proporre, nella istituenda Costituzione (1788), un "muro di separazione" (lett. “Wall of Separation”) tra Stato e qualsivoglia Chiesa. La proposta fu inserita nel Primo Emendamento della Costituzione, e oggi è nota come Establishment Clause. Alla lettera recita che «Il Congresso non potrà istituire alcuna religione di Stato», mentre il comma successivo, chiamato Free Exercise Clause, aggiunge «né potrà impedire il libero esercizio di qualsivoglia religione». Con tali due commi inseriti nel dettato costituzionale, gli Stati Uniti diventavano la prima nazione moderna in cui l'autorità statale rimaneva neutrale di fronte alla professione di fede - o a nessuna professione - dei suoi cittadini e non faceva distinzioni o concedeva privilegi a seconda del culto praticato; inoltre non prevedeva alcuna religione di Stato.

#### Fenomeni di ostilità antipapista negli Stati Uniti

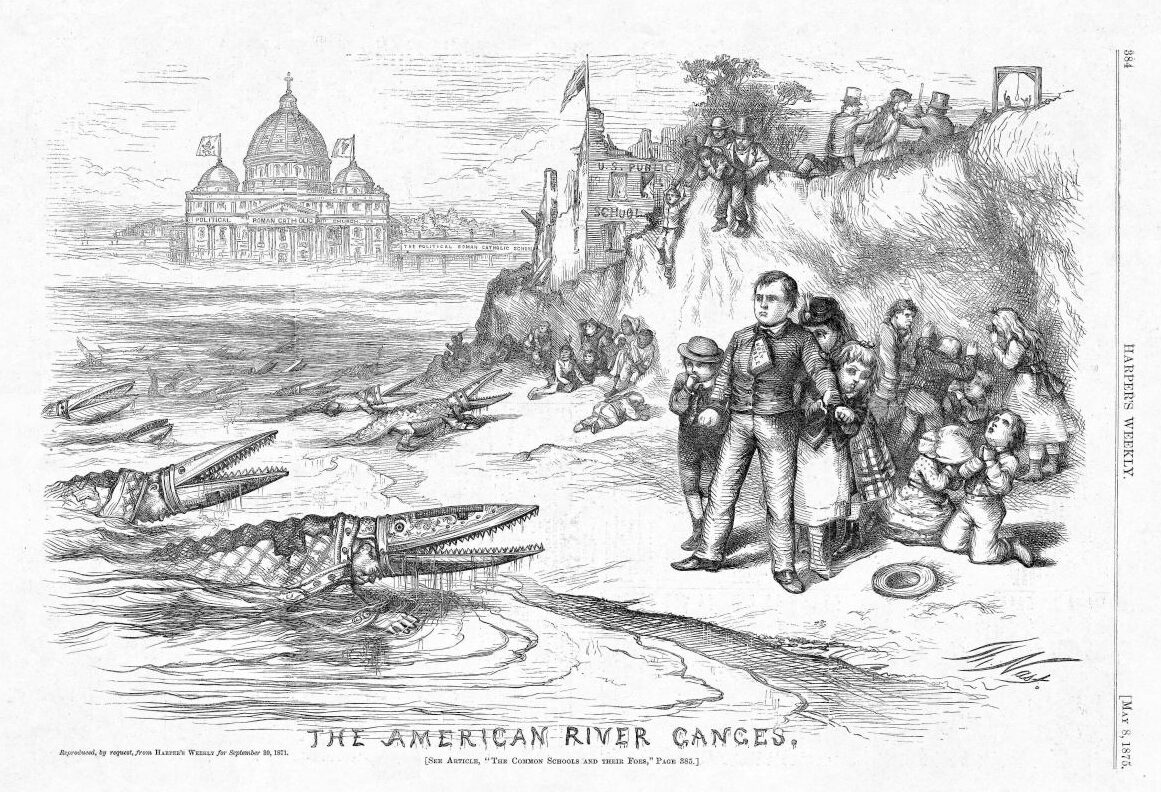
The American River Ganges (Harper's, 1876), vignetta in cui le gerarchie vaticane vengono raffigurate come famelici coccodrilli

I Padri Pellegrini, oltre alla loro religione, avevano portato con sé anche le loro convinzioni sul papato. Tali idee permearono anche la cultura religiosa delle nuove colonie e anche una volta formatosi uno Stato indipendente, con una Costituzione che non faceva distinzioni formali tra qualsivoglia culto religioso e ne assicurava a ciascuno la libera professione, rimasero profonde divisioni tra cattolici e protestanti.
L'ostilità si rifaceva da un lato al presupposto religioso della polemica di Lutero contro il papa (definito, come detto, l'Anticristo), e dall'altra a quello politico, esplicitato più di un secolo dopo in Inghilterra nei citati Commentaires, per il quale la gerarchia cattolica, tramite l'obbedienza imposta ai suoi fedeli anche fuori dai confini nazionali, era vista come colei che li manovrava come pedine per estendere i suoi privilegi medievali in tutto il mondo.
Con l'entrata in vigore della Costituzione caddero le vecchie leggi che istituivano pubbliche liste di proscrizione ai cattolici nelle tredici colonie federate. Ma anche dopo l'approvazione della Costituzione, o nelle more di essa, vi fu chi cercò di prevenire l'insorgenza di supposte “quinte colonne” nell'amministrazione pubblica americana: John Jay, uno dei firmatari della Dichiarazione d'Indipendenza, sollecitò nel 1788 il parlamento di New York a emanare una legge che richiedesse a tutti i funzionari pubblici di quello Stato di non riconoscere qualsiasi autorità straniera «in qualsiasi campo, sia religioso che civile».
Le continue ondate che, a partire dall'Ottocento, portarono in America migranti da Paesi a forte connotazione cattolica, causarono allarmismo nella popolazione residente, preoccupati dall'influsso che i cattolici potessero avere sulla società. Il movimento xenofobo (nativista) che nacque per reazione a ciò, e che assunse grande rilevanza negli anni quaranta del secolo, diede vita a vessazioni, incendi di varie proprietà della Chiesa cattolica, e talora all'omicidio di cattolici. Il pregiudizio era alimentato dalla convinzione diffusa che i cattolici operassero per distruggere la cultura degli Stati Uniti. Agli irlandesi fu addossata la colpa dell'aumento delle tasse nel Paese e lo spargimento di malavita e malattie.

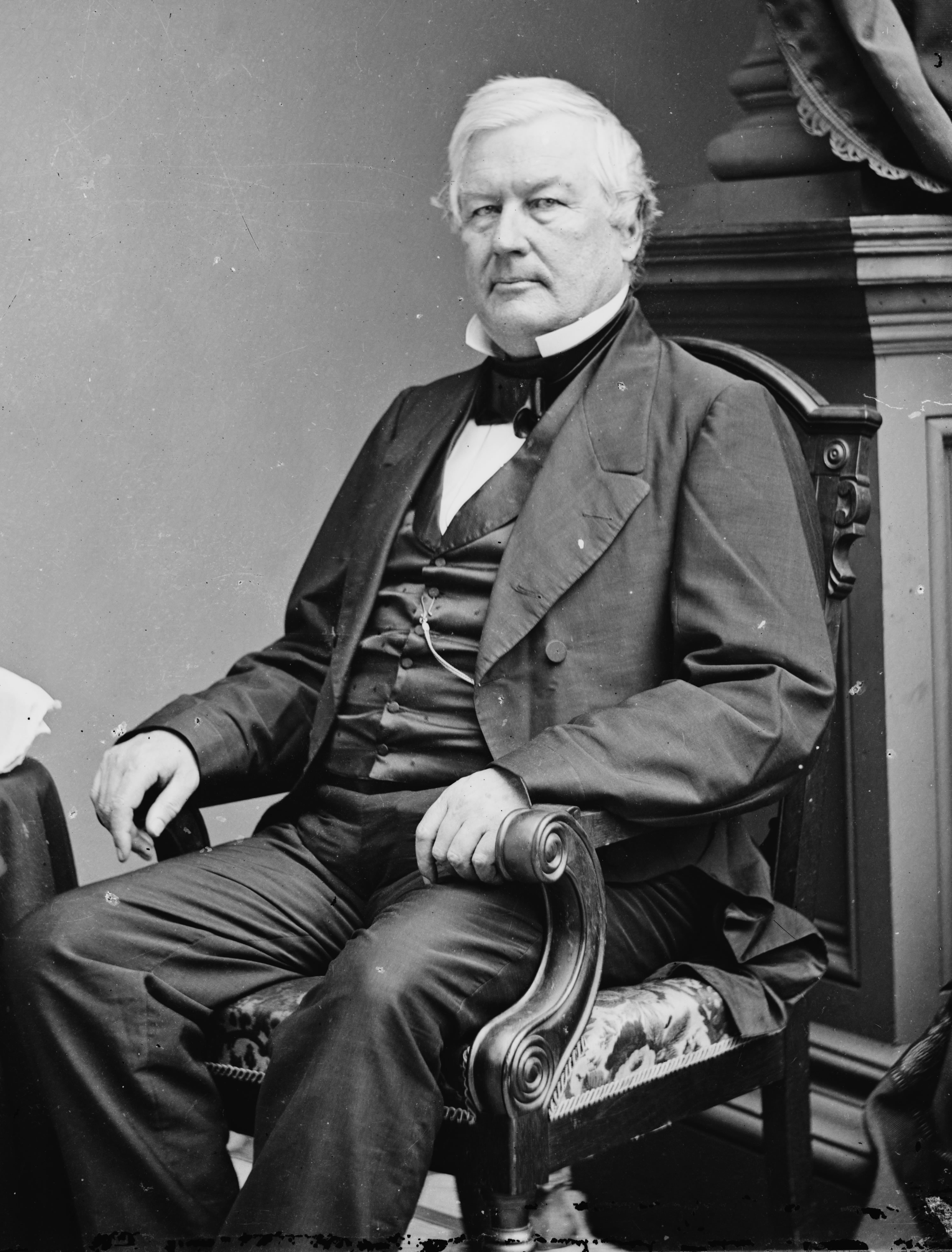
Millard Fillmore, 13º presidente degli Stati Uniti

L'espressione politica del movimento xenofobo fu l'Unione Nazionale (National Union), anche detta Non so nulla (Know Nothing Party). Tale nome derivava dallo slogan del suddetto partito, che recitava: I know nothing but my Country, my whole Country, nothing but my Country (Non conosco nulla a parte il mio Paese, tutto il mio Paese, null'altro che il mio Paese), nato nel 1848 a seguito della notizia del fallimento delle lotte d'indipendenza in Europa, di cui fu incolpata l'influenza che Pio IX aveva sulle potenze imperiali (in primis l'Austria-Ungheria), fedeli al papa. Tale partito, che aveva nel suo programma la condanna della Chiesa cattolica, arrivò anche a esprimere un proprio candidato indipendente alla Casa Bianca, Millard Fillmore, già 13º presidente dal 1850 al 1853, che tuttavia non riuscì a farsi rieleggere.
Alla metà del secolo, i cattolici avevano la maggioranza relativa nel Paese, e tra il 1860 e il 1890 triplicarono per via delle immigrazioni, raggiungendo il numero di 7 milioni al trapasso di secolo. Ciò fu dovuto principalmente all'arrivo di numerosi irlandesi e, soprattutto, italiani. Questo causò una crescente influenza politica e culturale sulla società americana e, dall'altro lato, un crescente timore per una supposta minaccia cattolica.
Con l'avvento del XX secolo, quando la maggioranza protestante si rese conto che i cattolici non avevano intenzione di controllare il governo, l'animosità scemò, anche se per tutto il secolo a venire rimase un certo timore: ad esempio, nel 1928, la candidatura di un cattolico, Al Smith, alla presidenza degli Stati Uniti fu contestata fortemente (voci dell'epoca sostenevano che se Smith fosse stato eletto, il papa avrebbe messo piede nella Casa Bianca e i protestanti sarebbero stati privati della cittadinanza).
Nel 1949, Paul Blanshard (1892-1980), un giornalista statunitense di famiglia protestante ed egli stesso già socialista e, successivamente, ateo militante, diede alle stampe un libro che raccoglieva numerosi articoli da lui scritti contro la Chiesa cattolica sul quotidiano The Nation, per il quale fu corrispondente a Roma negli anni cinquanta. La tesi principale del libro era che la Chiesa cattolica fosse un potere subdolo, ostile, antidemocratico e nemico della libertà di parola e di religione:
(Paul Blanshard, Democrazia e cattolicesimo in America, p. 4)
Il libro vendette quasi subito 300 000 copie ed ebbe forti ripercussioni politiche, in quanto influenzò la bocciatura di un progetto di legge federale che mirava a fare ottenere fondi alle scuole cattoliche per i loro servizi accessori. La vedova del presidente Franklin Delano Roosevelt, Eleanor, si scagliò pubblicamente contro il cardinale Spellman su tale tema. Due anni più tardi, Blanshard sottolineò «la fondamentale somiglianza tra il Vaticano e il Cremlino», in un ulteriore sforzo di mostrare come il cattolicesimo, così come il comunismo, fosse incompatibile con gli ideali americani. Nel suo necrologio è riportata una sua frase di qualche anno prima, in cui sosteneva che «il cristianesimo è talmente pieno di falsità che ogni uomo onesto dovrebbe ripudiarlo in blocco e diventare ateo».

### Opposizione al papato nei Paesi cattolici
A partire dal XVIII secolo anche nei Paesi di tradizione cattolica, che non aderirono alla Riforma e che furono altresì interessati dalla controriforma successiva al concilio di Trento, iniziò a farsi strada una corrente di pensiero che sosteneva l'affrancamento dall'autorità morale del papato sopra i sovrani cattolici e la non ingerenza del potere ecclesiastico negli affari civili (parlandosi in questo caso, più propriamente, di anticlericalismo).

#### Francia

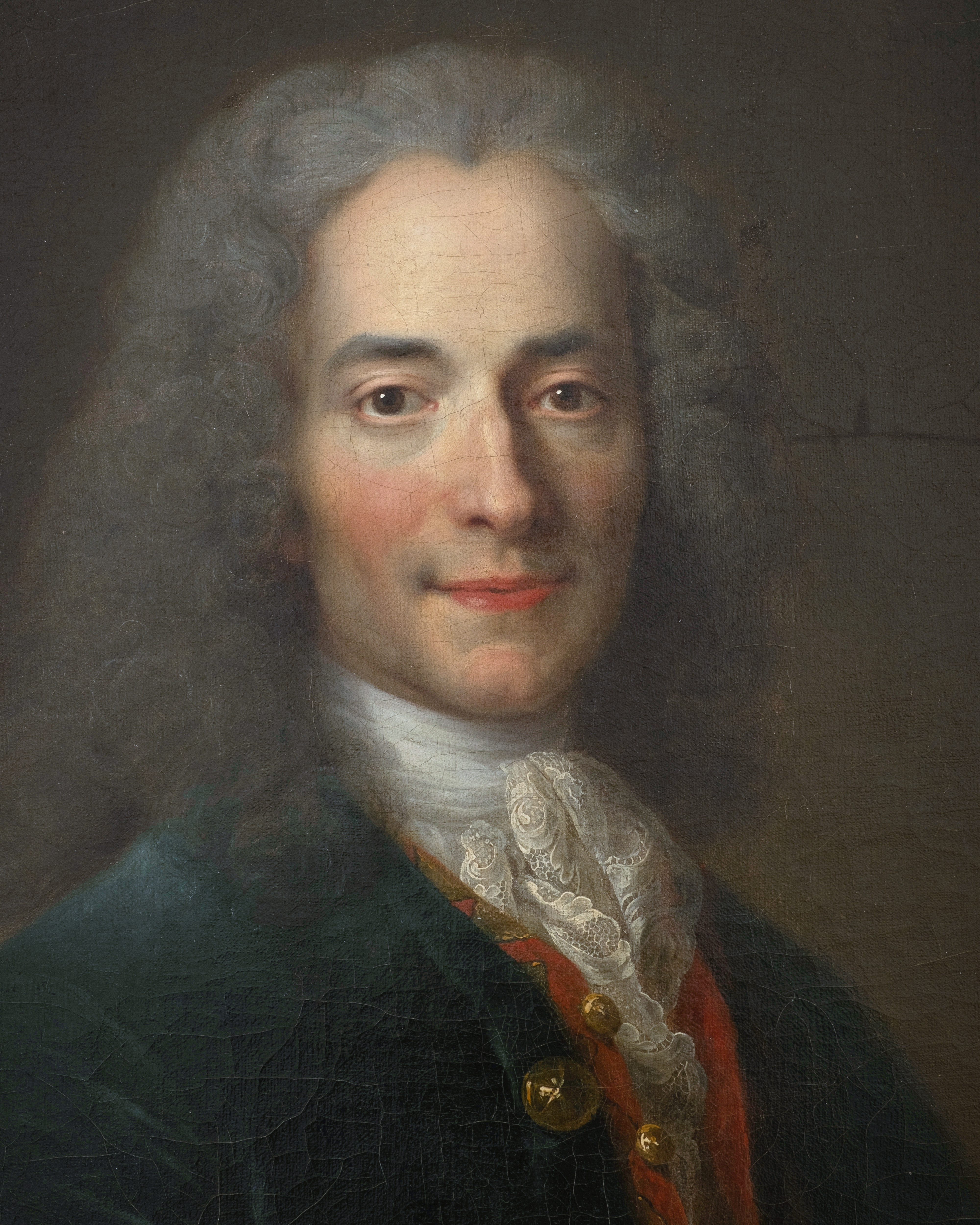
Voltaire (1694-1778)

Storicamente, il momento che segnò la discontinuità dell'influenza papale sulla vita politica francese (tramite il re defensor fidei) fu la Rivoluzione (1789), la quale, ispirata dalle teorie illuministiche di numerosi pensatori e filosofi (primo tra tutti Voltaire), riformò radicalmente il sistema politico di quel Paese: fu introdotto il parlamentarismo, la Chiesa fu esautorata da qualsiasi ruolo pubblico e le furono tolti i privilegi fiscali e di proprietà di cui godeva fino ad allora; la trasformazione fu così profonda che anche dopo Napoleone e la Restaurazione e nonostante la Francia si fosse fatta garante della difesa dello Stato Pontificio fino al 1870, nel 1905 fu emanata una legge, tuttora vigente, la Legge di separazione tra Stato e Chiese del 1905 che sancì anche in maniera formale l'assoluta laicità dello Stato.
Tale legge giungeva alla fine di un ventennio turbolento, che aveva visto una profonda divisione tra la Francia cattolica e filo-monarchica e quella laica e socialista, repubblicana, in cui si era rischiato un colpo di Stato per mano del generale Mac-Mahon, appoggiato dalla nobiltà e dal clero, e viva era la memoria del recente Affaire Dreyfus, in cui un ufficiale ebreo dell'esercito era stato accusato di spionaggio, degradato e condannato, prima che il famoso J'accuse!… di Émile Zola (1898) portasse alla riapertura dell'inchiesta, alla scoperta del vero colpevole di spionaggio e alla conferma che la condanna a Dreyfus era stata pesantemente influenzata da latente antisemitismo presente negli ambienti politici e militari filo-monarchici. Lo scandalo che ne seguì ebbe conseguenze anche sulla vita pubblica francese: più tardi si sarebbe scoperto che, per reazione all'episodio, nel biennio 1904-1905 il ministro della Guerra Louis André si era adoperato per impedire promozioni e avanzamenti di carriera al personale civile e militare di manifesta fede cattolica.
La citata legge del 1905, nel suo punto più qualificante recita: «La République ne reconnaît, ne salarie ni ne subventionne aucun culte…» («La Repubblica non riconosce, né stipendia né sovvenziona alcun culto…»). Da tale legge discesero anche la non validità dei matrimoni celebrati da autorità diversa da quella civile, la legalizzazione del divorzio e l'abrogazione formale di qualsivoglia religione di Stato. I culti furono dichiarati per legge "attività culturali" e le proprietà della Chiesa, pena confisca da parte dello Stato, avrebbero dovuto essere trasferite ad apposite istituende associazioni culturali. Ma papa Pio X cercò di sollecitare i cattolici francesi a non collaborare all'attuazione delle nuove leggi che sancivano formalmente la laicità dello Stato, con le encicliche Vehementer Nos e Gravissimo Officii Munere e l'allocuzione concistoriale Gravissimum (tutte del 1906), anche contro le raccomandazioni di vescovi francesi che gli avevano suggerito di astenersi dall'ingerenza. Questo atteggiamento da parte della Santa Sede impedì la costituzione di quelle associazioni culturali che avrebbero potuto assumere la conduzione delle proprietà ecclesiastiche e, in mancanza di ciò, queste ultime passarono allo Stato.

#### Spagna
Con la proclamazione della repubblica (1931), il potere civile di orientamento liberal-socialista diede vita a una serie di riforme che, tra l'altro, andarono a toccare gli interessi economici che la Chiesa cattolica aveva in Spagna. A livello popolare, vi furono numerosi episodi di intolleranza verso ecclesiastici, fedeli e proprietà della Chiesa, con l'uccisione di sacerdoti e l'incendio di numerosi edifici di culto.
La guerra civile che ne seguì vide il generale golpista Francisco Franco, ultraconservatore e fortemente religioso, prendere il potere nel 1939: appoggiato da Hitler e Mussolini, tra i primi atti del suo governo vi fu il ripristino di particolari franchigie alla Chiesa cattolica, tanto che lo stesso dittatore tedesco ebbe a pentirsi di aver sacrificato soldati tedeschi per «ripristinare i privilegi feudali del pretume spagnolo»,
Franco morì nel 1975 e i governi legittimamente eletti a partire dalla fine della dittatura (quasi tutti di ispirazione socialista a parte il periodo popolare di Aznar dal 1996 al 2004) perseguirono politiche di laicizzazione del Paese, non senza suscitare critiche da parte cattolica, che attribuisce tali misure alla volontà di sradicare il sentimento cattolico dalla Spagna. Durante il suo mandato come presidente di governo (2004-2011), il socialista Zapatero, ha promosso varie misure legislative al fine di permettere il matrimonio tra persone dello stesso sesso, estendere la ricerca scientifica alle cellule staminali; inoltre ha abrogato l'obbligatorietà dell'insegnamento della religione cattolica, togliendola anche dal gruppo delle materie che concorrono al voto scolastico complessivo.

#### Italia

La bandiera della seconda Repubblica Romana (1849)

Per ragioni culturali, storiche, geografiche e politiche l'Italia è stata soggetta, più di altri Paesi di tradizione cattolica, all'influenza del papato sia in forma indiretta e, almeno fino all'Unità (1861), anche del suo potere temporale, estendentesi in maniera diretta su buona parte dell'Italia centrale (Lazio, Umbria, Marche, Romagna e parte dell'Emilia). Il primo episodio storico di discontinuità del potere temporale è senza dubbio la prima Repubblica Romana, nata nel 1798 a seguito dell'occupazione napoleonica di Roma, ma che durò solo un anno. Meno ancora durò la seconda Repubblica Romana, nata nel 1849 nel pieno del Risorgimento che, nel proclamare la caduta del potere temporale del papa (all'epoca Pio IX) si diede come principi ispiratori l'abolizione della pena di morte, il suffragio universale - benché all'epoca solo maschile - e la libertà religiosa. Il carattere sostanzialmente antipapista - e non genericamente antireligioso - si evince dal motto inscritto nel campo bianco della bandiera della Repubblica (sostanzialmente il Tricolore): Dio e Popolo.
Antipapista, ma non antireligiosa, era anche Casa Savoia, il più fiero avversario politico del papato: lo Statuto albertino, promulgato nel 1848 da Carlo Alberto come carta fondamentale del Regno di Sardegna e, successivamente, costituzione del Regno d'Italia fino al 1945, in effetti, riconosceva il cattolicesimo quale sola religione dello Stato.
I rapporti tra i Savoia e il papato erano già tesi da quando, nel febbraio del 1848, erano state emanate le Lettere Patenti che emancipavano civilmente i cittadini di religione valdese e, soprattutto, l'atto del 19 giugno dello stesso anno, che emancipava anche gli ebrei. In aggiunta a ciò, le cosiddette leggi Siccardi (dal nome di Giuseppe Siccardi, ministro della giustizia del governo d'Azeglio), emanate nel 1850, abrogarono il foro ecclesiastico (un tribunale separato per gli ecclesiastici) consegnando quindi i membri del clero che si fossero macchiati di reati al tribunale secolare; il diritto di asilo, eliminando quindi l'immunità di coloro che si rifugiassero dentro una chiesa, e la manomorta, rendendo quindi alienabili o espropriabili i beni ecclesiastici. Nel 1852, per iniziativa dello stesso guardasigilli, fu istituito anche il matrimonio civile, ulteriore motivo di frizione con la Santa Sede. Nel 1855 Pio IX emanò un'enciclica, la Cum saepe, con la quale criticava le leggi Siccardi e invitava i cattolici del Regno di Sardegna a disattenderle. Ma la risposta dei Savoia fu ferma: l'arcivescovo di Torino, Luigi Fransoni, per aver incitato il clero del Regno a disobbedire a quanto stabilito dalle nuove leggi dello Stato, fu processato e condannato a un mese di reclusione. Successivamente morì in esilio a Lione.

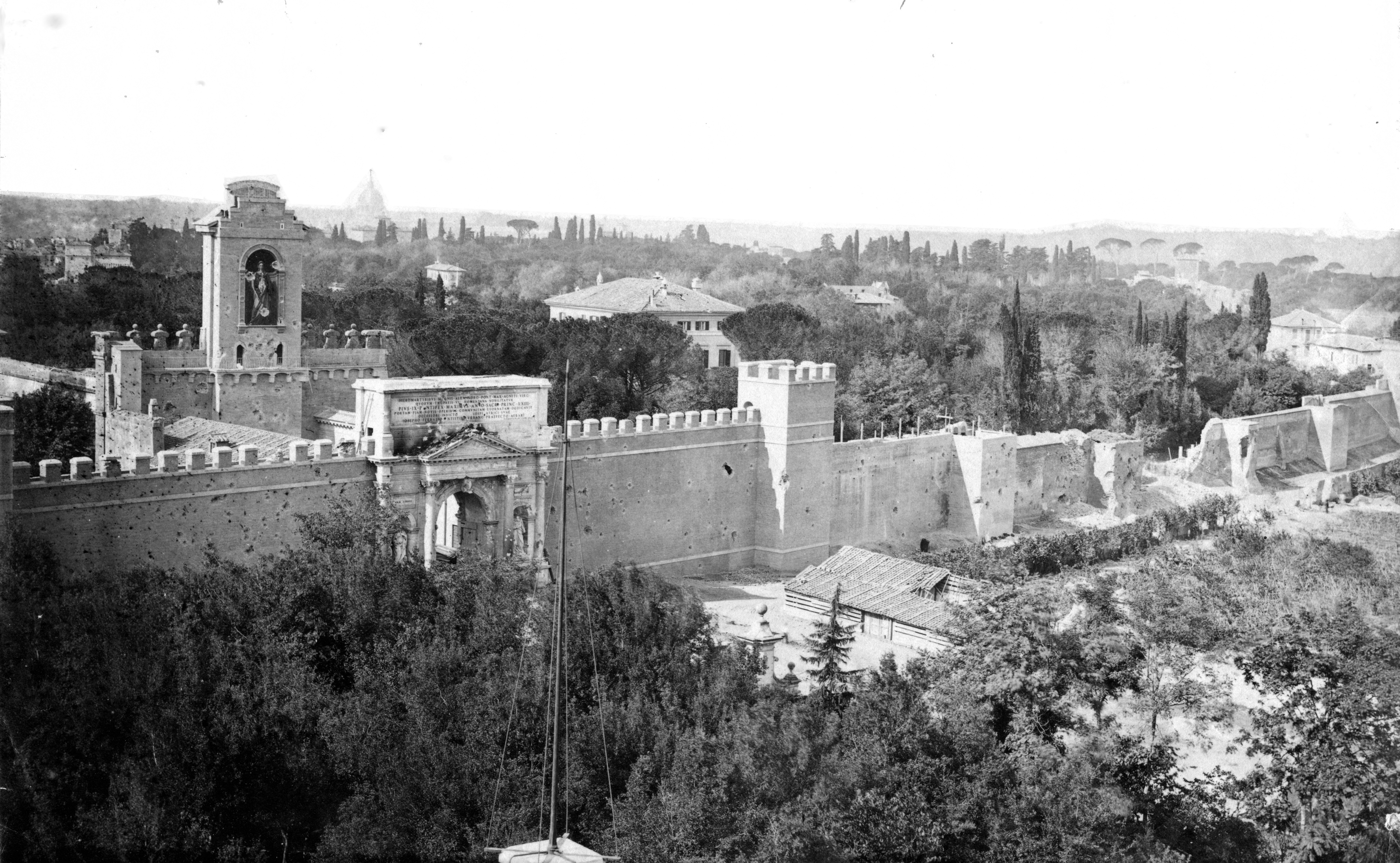
La breccia di Porta Pia a Roma (20 settembre 1870 - Lodovico Tuminello)

Nel 1855 furono aboliti nel Regno di Sardegna diversi ordini religiosi, tra i quali gli agostiniani, carmelitani, certosini, cistercensi, cappuccini, domenicani e benedettini, dichiarati «di nulla utilità sociale»; i relativi edifici furono espropriati. La legge fu estesa a tutto il territorio nazionale dopo la III guerra d'indipendenza (1866), allorché il Regno d'Italia necessitò di finanze per colmare i disavanzi causati dal conflitto.
Tre anni dopo l'Unità d'Italia, l'enciclica di Pio IX Quanta cura, del 1864, accompagnata dal Sillabo, una serie di proposizioni su alcune novità sociali del periodo (Syllabus complectens praecipuos nostrae aetatis errores, «Elenco contenente i principali errori del nostro tempo»), costituì di fatto il momento di maggior distacco della Chiesa cattolica del XIX secolo dalla società laica: sia nell'enciclica sia nelle proposizioni del Sillabo, infatti, Pio IX condannò il relativismo etico e religioso, il liberalismo, il socialismo e il comunismo, lo Stato laico, il monopolio statale dell'istruzione e il matrimonio civile. Per mano dei bersaglieri, il 20 settembre 1870 Roma fu annessa al Regno d'Italia e venne posto fine allo Stato Pontificio, durato più di mille anni. Ritiratosi in Vaticano, Pio IX raccomandò ai cattolici di non partecipare alla vita pubblica del Regno con il suo pronunciamento Non expedit (1874). La polemica antipapale proseguì anche dopo la presa di Roma: negli anni seguenti molte diocesi rimasero senza vescovi per via del mancato gradimento (placet) delle autorità italiane. A livello di circoli intellettuali la polemica trovò altre forme: il monumento eretto a Giordano Bruno in Campo de' Fiori a Roma, sul punto dove fu arso al rogo nel 1600; organizzazione di banchetti nei venerdì di quaresima nei pressi delle Mura Vaticane in scherno del precetto di digiuno cattolico.
L'ascesa al potere di Benito Mussolini nel 1922 il quale, dopo l'Aventino dei parlamentari del 1925, divenne di fatto dittatore, coincise con la normalizzazione dei rapporti Stato-Chiesa: il Concordato dell'11 febbraio 1929 aboliva di fatto la preesistente Legge delle Guarentigie, istituiva lo Stato della Città del Vaticano, rendeva il cattolicesimo religione ufficiale di Stato, uniformava il diritto di famiglia civile a quello ecclesiastico (quindi il divorzio non era ammesso) ed esentava gli ecclesiastici dal servizio militare obbligatorio. Pio XI, pochi giorni dopo la firma del trattato, disse di Mussolini che «Forse ci voleva anche un uomo come quello che la Provvidenza ci ha fatto incontrare». Indipendentemente dalle ragioni sia contro che a favore dei personaggi citati, il principale motivo di frizione tra papato e ambienti liberali è l'accusa da parte di questi ultimi verso il primo di avere dato il proprio avallo morale a un regime dispotico e illiberale e, nel caso di Pio XII, di avere sempre levato la sua voce contro una sola delle parti belligeranti (l'Unione Sovietica), rifiutandosi di condannare con un'enciclica il comportamento della Germania nazista, anche nei confronti - talora - degli stessi cattolici, come accadde in Polonia (con il caso di Massimiliano Maria Kolbe).
L'accordo di villa Madama del 1984, firmato da Bettino Craxi per il governo italiano, aboliva la religione di Stato e introduceva il finanziamento, noto come Otto per mille, il cui aspetto più controverso è quello che eroga i finanziamenti a qualsivoglia assegnatario non già in funzione delle preferenze eventualmente ricevute, ma in proporzione a esse, ivi conteggiando, quindi, anche le quote non espressamente destinate, che rappresentano circa i due terzi dei contribuenti. La polemica riguarda associazioni che genericamente si contrappongono ai privilegi concessi dal potere politico all'autorità ecclesiastica, ma anche organismi di consumatori che chiedono conto dell'effettiva destinazione dell'uso delle risorse finanziarie incamerate.
Nel XXI secolo il Segretario di Stato Tarcisio Bertone in un'intervista concessa a Famiglia Cristiana ha denunciato «oscure intenzioni» da parte dell'UE di «distruggere la credibilità di istituzioni ecclesiali che sono le più presenti nella società e le più attive nel curarne le ferite». La radicale Emma Bonino, tra le più attive nel denunciare presso le istituzioni europee i vantaggi fiscali goduti dalla Chiesa in Italia, affermò che nel 2007 vi fu un'analoga indagine anche in Spagna e che bisogna tenere distinta la pratica religiosa dagli aiuti di Stato alle istituzioni religiose. L'abitudine di usare argomenti simili in risposta alle critiche era stata già criticata da Curzio Maltese, in un articolo apparso su la Repubblica quasi due mesi prima della formalizzazione della richiesta di informazioni, quando già si ventilava che alla fine dell'estate la Commissione avrebbe aperto l'istruttoria: il giornalista scrisse che «C'è chi in Italia è abituato a ottenere privilegi da qualsiasi governo e autorizzato a non pagare il fisco, ma sul quale nessuno osa moraleggiare. Pena l'accusa di anticlericalismo».

## L'opposizione contemporanea e le critiche di «anticattolicesimo»

### Stati Uniti
La costante critica al papato e, più in generale, alle posizioni espresse dai cattolici negli Stati Uniti portò, negli anni cinquanta del XX secolo, a parlare per la prima volta di "anticattolicesimo". «Un diffuso pregiudizio anticattolico sbarcò a Jamestown nel 1607 [con i Padri Pellegrini, nota] e, da allora, fu vigorosamente coltivato in tutte le tredici colonie, dal Massachusetts alla Georgia».
Secondo un'analisi più recente, la generale accettazione del cattolicesimo in America non avvenne che a partire dagli anni sessanta, con l'avvento di una generazione - figli e nipoti degli immigrati di inizio secolo - di giovani istruiti e assimilati nella cultura del Paese. Purtuttavia, John F. Kennedy (di origine irlandese) dovette fronteggiare, nel corso della sua campagna presidenziale, un antico pregiudizio ostile al cattolicesimo, tanto che a un certo punto dovette pubblicamente replicare alle preoccupazioni generate dalla sua supposta "fedeltà" al papa. Nonostante la successiva elezione, dai sondaggi condotti da alcuni ricercatori emerse che Kennedy avrebbe potuto essere eletto con più largo margine se non fosse stato cattolico. Da allora altri politici cattolici di alto livello si sono candidati per la Casa Bianca (tra i quali, nel 2004, il senatore del Massachusetts John Kerry, tra l'altro amico di famiglia dei Kennedy) ma nessuno è mai stato eletto presidente fino al 2020, quando Joe Biden, già vicepresidente durante i due mandati di Barack Obama, conquistò la Casa Bianca.

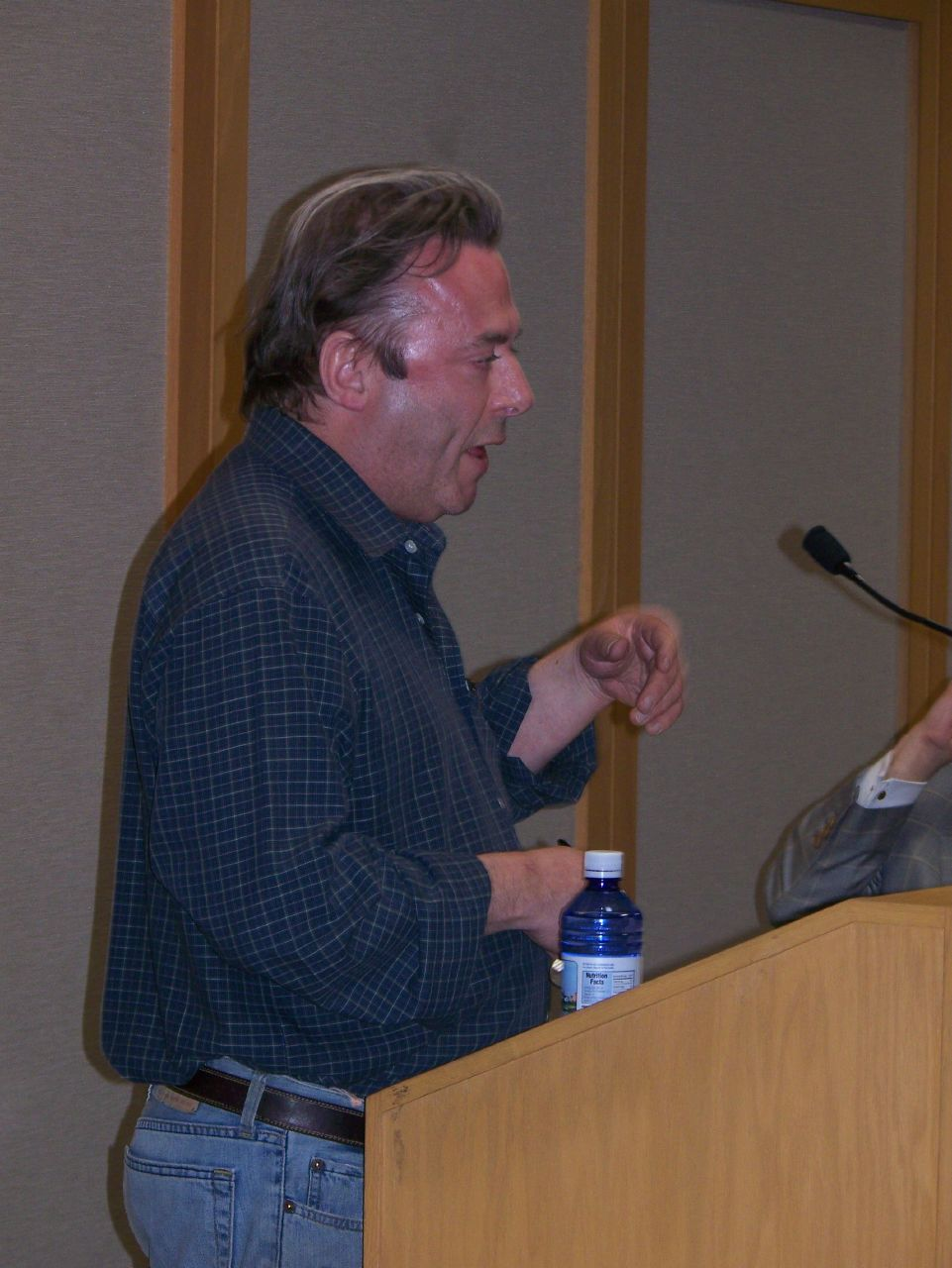
Christopher Hitchens, tra i più caustici corsivisti antireligiosi anglosassoni

Nel 1973, per iniziativa del gesuita Virgil C. Blum, nacque a New York la Catholic League for Religious and Civil Rights (Lega Cattolica per i diritti civili e religiosi, di cui esiste una filiazione italiana, costituita nel 2006), intesa come organizzazione che doveva difendere il diritto dei cattolici di partecipare alla vita pubblica senza diffamazioni o discriminazioni. L'attuale presidente, William A. Donohue, è noto per tacciare di anticattolicesimo qualsivoglia manifestazione di critica verso l'operato della Chiesa oppure di qualsiasi personaggio pubblico di cui sia nota la fede cattolica. Famosi sono i suoi scontri con la rivista liberal Slate su cui scrivono columnist di grido come Jack Shafer oppure il britannico Christopher Hitchens, a sua volta sempre molto caustico contro la religione in generale e contro i simboli cattolici in particolare. La nascita di un'associazione come la Catholic League si spiega con il fatto che negli Stati Uniti non esiste alcuna tutela legale automatica del cosiddetto "sentimento religioso", in quanto, in base al Primo e al Quarto Emendamento della Costituzione, esiste piena libertà di parola, di espressione del pensiero e di stampa.
Varie sono le polemiche che hanno visto attrice la Lega Cattolica. Tra di esse, quelle che fecero seguito alla morte di madre Teresa di Calcutta, nel 1997: invitato dalla rete televisiva ABC a commentarne i funerali, Christopher Hitchens espresse pesanti critiche sulla missionaria, stigmatizzandone «la sua falsa umiltà» e «il gretto fondamentalismo religioso». Immediata fu la reazione di Donohue che criticò la ABC per la scelta di chiamare «un noto anticattolico» come Hitchens, già famoso, tra l'altro, per un suo libro pesantemente critico, La posizione della missionaria (1995).
Un altro elemento di polemica emerse in concomitanza della nota Giornata del Perdono, tenutasi nel corso del Giubileo cattolico del 2000 per iniziativa dell'allora pontefice Giovanni Paolo II: dalle colonne di Slate il columnist Jack Shafer scrisse che «...se in America esiste un pregiudizio anticattolico, ciò potrebbe avere a che fare con il comportamento della Chiesa. Proprio lo scorso fine settimana, Sua Santità Giovanni Paolo II ci ha fatto la grazia di scusarsi di fronte al mondo per 2000 anni di malefatte cattoliche». Il commento di Donohue fu che esistono, per i più svariati e irrazionali motivi, innumerevoli pregiudizî: omofobia, antisemitismo, razzismo, che vengono tutti condannati, ma l'unico pregiudizio che continua a essere promosso da gente istruita in ambienti influenti è quello contro il cattolicesimo.
Più recentemente, di nuovo Hitchens, in un suo articolo del 2005 su Slate («Giustizia cattolica: basta silenzi sul credo di John Roberts»), mosse una pesante critica a un candidato alla carica di giudice della Corte Suprema degli Stati Uniti, John Roberts. Questi, di fede cattolica, alla domanda su come si sarebbe comportato se fosse stato chiamato a giudicare su una fattispecie giudicata «immorale» dalla Chiesa (fecondazione assistita, divorzio, aborto, etc.), rispose che si sarebbe astenuto e avrebbe lasciato la materia a un altro giudice. Siccome ciò era avvenuto durante una conversazione informale alla presenza di un senatore del partito Democratico che poi aveva reso pubblico il fatto, nel suo articolo Hitchens scrisse che Roberts avrebbe dovuto confermare pubblicamente quanto aveva espresso lontano dai microfoni, prima di accettare l'incarico. Prevenendo l'obiezione più logica («Perché tale domanda va fatta solo ai cattolici?») Hitchens scrisse: «Per favore, non accusate me di insinuazioni circa la "doppia lealtà" dei cattolici americani: una domanda del genere [come quella rivolta a Roberts, nota] nasce spontanea, vista la condotta e gli insegnamenti della loro Chiesa». Roberts fu in seguito eletto giudice della Corte Suprema, ed è attualmente in carica.
L'articolo faceva seguito a una recente polemica, l'ennesima, di Hitchens con Donohue. Durante un dibattito, all'accusa di Donohue di essere un «bigotto anticattolico», Hitchens rispose che «…per amor di discussione, devo dire che quando in questo Paese la religione viene messa sotto accusa la Chiesa cattolica viene coinvolta in misura maggiore della sua quota-parte di responsabilità. Forse in questo c'è anche il mio contributo, ma non me ne vergogno affatto». Commentando tali ultimi episodi, e stigmatizzando l'assoluta imperturbabilità con la quale Hitchens manifestava pubblicamente le sue posizioni ostili al cattolicesimo, il docente di diritto dell'UCLA Stephen Bainbridge scrisse che «l'anticattolicesimo [di Christopher Hitchens] è l'ultima forma rispettabile di bigottismo nell'élite» (la frase riprende e riadatta, in realtà, l'affermazione del poeta statunitense Pieter Viereck del 1959 secondo cui «L'anticattolicesimo è l'antisemitismo degli intellettuali», in seguito riproposta e fatta propria da vari columnist di area cattolico-conservatrice). Stessa tesi è sostenuta da Philip Jenkins, docente di studi storici e religiosi all'università della Pennsylvania, il quale ha scritto che a manifestare posizioni ostili al cattolicesimo sono soprattutto «intellettuali e liberali», aggiungendo che la Chiesa negli Stati Uniti è spesso vista come un nemico pubblico e rozzamente stereotipata.

### Europa
L'uso del termine "anticattolicesimo" in Europa è di adozione più recente; analogamente a quanto avviene negli Stati Uniti, esso è genericamente utilizzato per indicare qualsivoglia manifestazione critica nei confronti della Chiesa cattolica o dell'operato dei fedeli, in particolare riguardo a coloro che ricoprono funzioni pubbliche o che potrebbero trovarsi a ricoprirle.
Per tutto il dopoguerra, fino alla fine del XX secolo, non vi furono significative frizioni tra le autorità civili e il mondo culturale e intellettuale da un lato e le autorità spirituali dall'altro. Per esempio, quando in Italia nel 1970 fu approvata la legge che istituiva il divorzio, Paolo VI, durante un discorso ai romani, manifestò «amarezza» per la scelta di approvare una legge «infelice»; qualche settimana più tardi, parlando al clero cittadino, pur ribadendo l'amarezza per la legge che, a suo dire, violava il Concordato perché sanciva la solvibilità del matrimonio, Paolo VI non andò oltre una raccomandazione ai cattolici a «rimanere saldamente fedeli alle antiche e onorevoli loro tradizioni di rispetto ai valori cristiani della famiglia» per i quali egli invocava «dal Signore pace e prosperità» e, anche durante la campagna referendaria del 1974 indetta per abrogare la legge, egli non intervenne nel dibattito pubblico, salvo poi, a legge confermata (12 maggio 1974), limitarsi a dichiarare «sappiamo come una larga maggioranza dell'amatissimo Popolo Italiano si sia pronunciata in favore d'una legge che ammette una certa facile possibilità di divorzio. Pur troppo. Ciò è per noi motivo di stupore e di dolore, anche perché a sostegno della tesi, giusta e buona, dell'indissolubilità del matrimonio è mancata la doverosa solidarietà di non pochi membri della comunità ecclesiale», ma aggiunse che «affinché tale comportamento non si converta in loro perpetuo rimorso [degli elettori, nota], vogliamo auspicare che anch'essi effettivamente si facciano con noi, cioè con la Chiesa cattolica, promotori della vera concezione della famiglia e della sua autentica fioritura nella vita». Anche in occasione dell'approvazione della legge 194 sull'interruzione volontaria di gravidanza nel 1978, il messaggio di Paolo VI si limitò a un'esortazione ai cattolici - e, virtualmente, a chiunque - a non farvi ricorso: «La vera pietà per le difficoltà e le angustie della vita umana non consiste nel sopprimere chi è frutto o del fallo o del dolore umano, ma nel sollevare, consolare, beneficare la sofferenza, la miseria, la vergogna della debolezza, o della passione umana: ucciderlo non mai! Questo noi dovremo riflettere davanti al triste e ignobile ricorso all'aborto legalizzato».

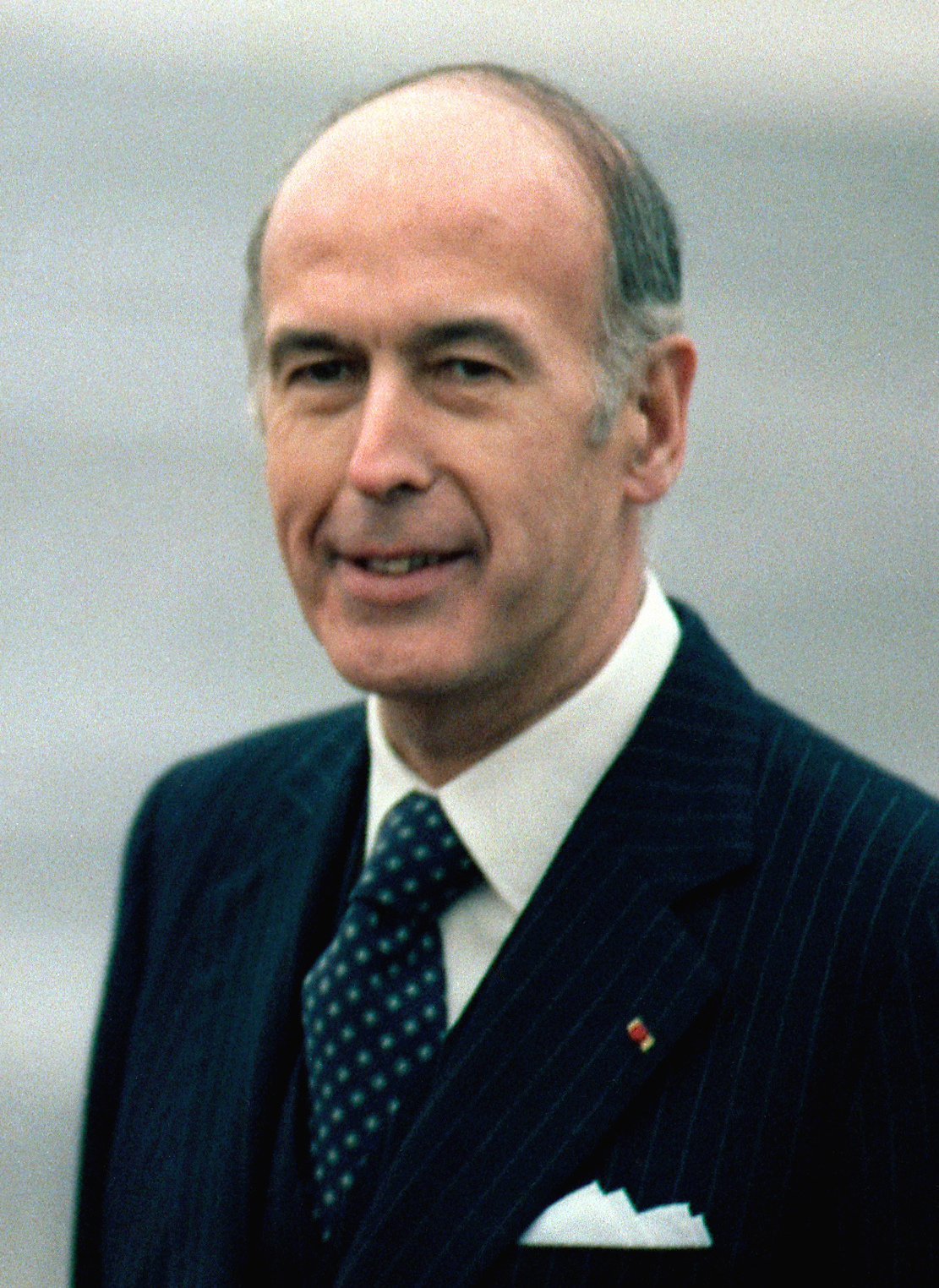
Giscard d'Estaing, presidente della Convenzione per la Costituzione Europea (2001-2003)

Il primo episodio in cui vi fu un intervento ecclesiastico su un evento politico in corso avvenne in occasione del referendum del 1995 nella Repubblica d'Irlanda (rimasto fino ad allora l'unico Stato dell'Unione europea a proibire il divorzio), per emendare un articolo della Costituzione del 1937 che impediva lo scioglimento del matrimonio. La Chiesa cattolica di quel Paese si schierò pubblicamente contro l'emendamento e anche madre Teresa giunse in Irlanda per sostenere le ragioni antidivorziste. L'esito del referendum, tuttavia, fu favorevole ai promotori dell'emendamento costituzionale e nel 1997 il parlamento irlandese approvò la legge che istituiva il divorzio anche in quel Paese.
Fu tuttavia durante i lavori preparatorî della Costituzione Europea (2001-2003) il periodo in cui da parte cattolica si cominciò a lamentare una qualche forma di discriminazione o di mancato riconoscimento. La Convenzione europea, l'organismo multistatuale istituito per preparare la bozza di Costituzione, presieduto dall'ex presidente della Repubblica francese Valéry Giscard d'Estaing, rigettò la proposta di inserire nel preambolo della stessa un richiamo alle "radici cristiane" dell'Europa, caldeggiato da alcuni membri della Convenzione, tra i quali numerosi italiani.
La questione aprì un lungo contenzioso tra la Santa Sede e, più in generale, diversi politici e intellettuali di area cattolica da un lato e gli organismi legislativi dell'Unione Europea dall'altro. La polemica poi si estese anche ad altri campi, come quello della cultura e dello spettacolo, ed è tuttora viva.
L'occasione in cui si iniziò a parlare più esplicitamente di "anticattolicesimo" fu, infatti, la 59ª Mostra del Cinema di Venezia del 2002, quando fu premiato con il Leone d'Oro quale migliore opera il film Magdalene, del britannico Peter Mullan: questi mise in scena i soprusi e le angherie cui erano sottoposte le giovani ragazze nei conventi per orfane (oppure spesso per ragazze giudicate immorali) in Irlanda fino agli anni sessanta. Il riconoscimento conferito al film scatenò una serie di reazioni infervorate dal mondo cattolico: il cardinale Ersilio Tonini criticò la veridicità storica del film, laddove invece il sacerdote Gianni Baget Bozzo dichiarò testuale che «Chi ha premiato quel film lo ha fatto solo per il suo contenuto anticattolico», e nel prosieguo della sua intervista dichiarò: «Evidentemente il fascino del film è appunto in questo. C'è oggi un forte sentimento anti-cristiano», lasciando quindi non chiarita la questione se la sua polemica si riferisse a un presunto specifico “anticattolicesimo” o a un più generico presunto "anticristianesimo", né aiuta a chiarire i termini della vicenda la dichiarazione di Andrea Piersanti, cattolico anch'egli, all'epoca - e tuttora - presidente dell'Ente dello Spettacolo, che giudicò l'episodio un «segnale strano da parte della prima mostra gestita dal centro-destra che premia un film sfacciatamente anticlericale». Furono anche espressi dissensi verso la direzione della Mostra del critico italo-britannico Moritz De Hadeln, il quale tuttavia replicò che la giuria aveva espresso il suo parere in forma democratica.

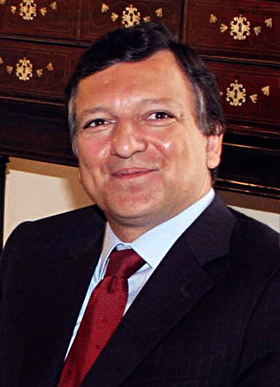
José Barroso

L'argomento di un presunto "anticattolicesimo" divenne lo spunto per un infuocato scontro politico in sede europea quando, nell'ottobre 2004, il commissario europeo Rocco Buttiglione, insediato nella Commissione presieduta dal socialdemocratico portoghese Barroso, fu sfiduciato due volte nella stessa seduta della Commissione, prima per la nomina a Commissario per la giustizia, le libertà pubbliche e la sicurezza, poi per la conferma della carica di vicepresidente della stessa Commissione ma con un altro portafoglio. All'origine di tutto, con dichiarazioni che almeno in Italia fecero passare in secondo piano i procedimenti legali a carico del suo assistente Giampiero Catone, vi fu il discorso di presentazione fatto di fronte al Parlamento europeo il 10 ottobre 2004, nel quale Buttiglione prima sostenne che «matrimonio significa protezione della madre; una protezione da parte dell'uomo che consente alle donne di generare figli», affermazione che provocò sconcerto tra alcune deputate tedesche e olandesi, per poi aggiungere - in risposta a una deputata dei Paesi Bassi che gli chiese in ragione di cosa egli chiedesse la fiducia viste le politiche discriminatorie degli omosessuali in alcuni settori lavorativi adottate in Italia dal governo Berlusconi, del quale il partito di Buttiglione faceva parte - che «Come cattolico considero l'omosessualità un peccato, ma non un crimine. La mia è una posizione morale che non incide sui diritti che devono essere riconosciuti a tutti».
Subito dopo, la Commissione giustizia, libertà pubbliche e sicurezza espresse voto contrario (27 membri contro 26) alla nomina di Buttiglione a relativo Commissario e, a seguire, bocciò anche la proposta di confermarlo vicepresidente ma di cambiargli eventualmente portafoglio (28 contro 25). Buttiglione divenne così il primo candidato commissario a ricevere la sfiducia della Commissione, cosa che lo portò a recriminare su una presunta discriminazione religiosa, mista anche a un pregiudizio anti-italiano (benché vi fu chi non mancò di sottolineare il cattolicesimo sia del presidente entrante Barroso sia di quello uscente Prodi, quest'ultimo per giunta italiano), sebbene aggiunse di non avere intenzione di ritrattare quello che aveva dichiarato. Dal Parlamento italiano il capogruppo dell'UDC alla Camera Luca Volontè denunciò il «pregiudizio anticattolico e anticlericale di cui il nuovo commissario italiano è stato oggetto». Sull'argomento, Sergio D'Antoni, anch'egli cattolico, sostenne che la fede di Buttiglione c'entrava in realtà poco con la bocciatura e a pesare sulla mancata fiducia vi era semmai il prestigio – acquisito in sede europea – dilapidato dal comportamento del governo Berlusconi. Per l'ex presidente Cossiga, invece, Buttiglione sarebbe caduto in una trappola e avrebbe dovuto rispondere che degli argomenti sui quali era stato richiesto di un'opinione non avrebbe risposto in quanto non di competenza della Commissione. Critiche nei confronti di Buttiglione, tuttavia, giunsero anche da destra: Enrico Oliari, esponente di Alleanza Nazionale e fondatore di Gaylib, un'associazione di omosessuali di orientamento politico liberale e di centro-destra, giudicò appropriata la bocciatura dell'eurodeputato italiano, perché «è sempre stato contro gli omosessuali», aggiungendo che la mancata ratifica della nomina di Buttiglione «è un segnale importante di cui l'Italia dovrà tenere conto».

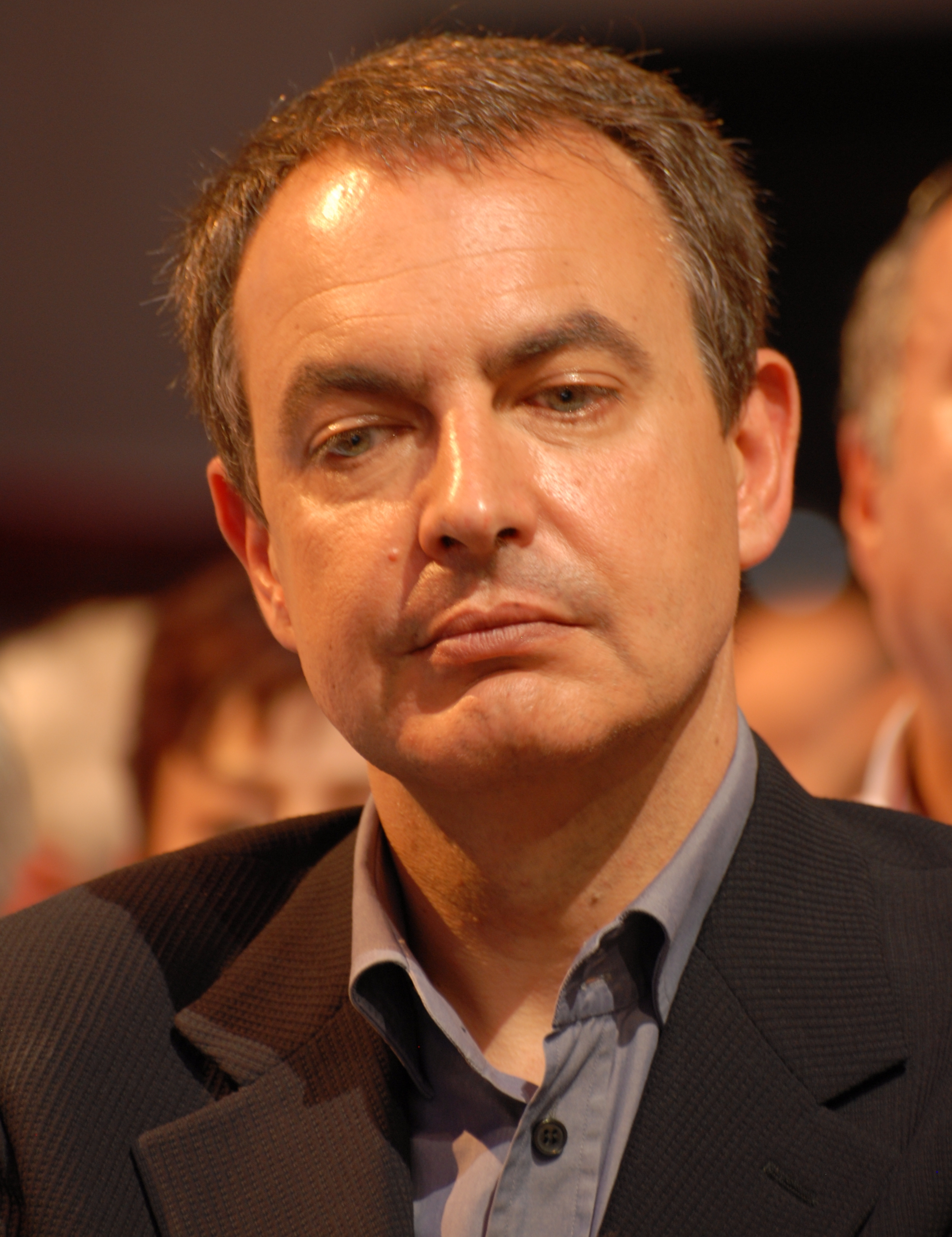
Il primo ministro spagnolo Zapatero

Le citate riforme introdotte in Spagna dal 2004 a opera del governo socialista di José Luis Zapatero provocarono, come detto, più di una protesta sia del Vaticano, che di parte della gerarchia ecclesiastica spagnola (secondo la quale il «laicismo galoppante» del governo avrebbe inteso ridurre la Chiesa spagnola a poco più di un club), ma anche dell'opposizione Popolare: in occasione dell'approvazione della legge che estendeva alle coppie di fatto omosessuali gli stessi diritti civili e fiscali di quelle eterosessuali, l'ex ministro dell'interno Ángel Acebes giudicò l'operato di Zapatero indice di un «anticattolicesimo militante», a suo dire capace di portare la Spagna a una situazione analoga a quella che originò la guerra civile del 1936, anche se le obiezioni di Acebes confliggevano con i dati che volevano la riforma delle coppie di fatto approvata da due terzi degli spagnoli.
La più recente polemica che ha visto coinvolti il Vaticano e l'Unione Europea, con i relativi schieramenti (politici cattolici da un lato, laici dall'altro) è stata dell'agosto del 2007: la Commissione Europea, su proposta del commissario alla Concorrenza, la liberaldemocratica olandese Neelie Kroes, decise di chiedere al governo italiano spiegazioni circa i vantaggi fiscali derivanti alla Chiesa grazie all'esenzione del pagamento dell'ICI per quegli immobili di natura «non esclusivamente commerciale»: la signora Kroes era convinta che tale clausola («non esclusivamente», che sostituì la precedente formulazione «non commerciale») costituisse aiuto illegale di Stato e sfavorisse la libera concorrenza. In Italia le reazioni non tardarono: la coalizione di centro-destra, nella sua quasi totalità, parlò di «anticristianesimo» e di «anticlericalismo». Il senatore Gianfranco Rotondi (DCA) denunciò un vento «anticristiano» che talora avrebbe soffiato in Europa, definendo quella dell'Unione Europea «una minaccia contro la Chiesa». Maurizio Lupi (FI) chiese che Prodi si dissociasse dagli «anticlericali» della sua coalizione. Altri politici trovarono «incredibile» o «intollerabile» che l'Unione Europea mettesse la Chiesa sul banco degli imputati e interferisca nelle politiche fiscali italiane; Maurizio Ronconi, vicepresidente del gruppo UDC alla Camera, ventilò il sospetto di «circoli radical-massonici» che avrebbero influenzato le decisioni dell'UE, e il già citato Buttiglione chiese alla Commissione di non agire in maniera da dare l'idea di un'istituzione «anticristiana».

## Le idee fondamentali
A titolo esemplificativo, ma non esaustivo, se ne elencano alcune delle più frequenti motivazioni:
- ideologiche: talora affini all'anticlericalismo, anche da parte di determinate frange di cattolici che dissentano dalle posizioni dottrinali o sociali del papa[45]; ma anche all'anarchia, in quanto rifiuto dell'autorità sia civile che religiosa e di qualsivoglia potere, spirituale o temporale;
- socio-politico-economiche: in forma di rivendicazione da parte di gruppi secolari della non ingerenza delle gerarchie cattoliche nella vita civile di un Paese, oppure nella contestazione di politiche fiscali tendenti a trasferire fondi dall'Erario alla Chiesa cattolica, come, nel caso italiano, l'istituto dell'Otto per mille oppure l'esenzione dal pagamento dell'ICI garantita anche a edifici religiosi non espressamente destinati al culto ma ad attività economiche[46];
- filosofiche: nel caso – per esempio – della manifestazione d'ateismo che si accompagna anche al momento proattivo della contestazione della legittimità della figura del capo di una religione e della sua autorità, giudicata basata sul nulla;
- nazionalistiche: quando, stante la natura di capo di Stato del Papa, l'osservanza ai precetti papali da parte dei fedeli venga vista come attività in contrasto con i loro doveri nazionali di cittadini, considerati preminenti dal loro Stato;

Per completezza di trattazione, si citano anche motivazioni di carattere più generale che si possono applicare a qualsivoglia gruppo religioso e che, quindi, non sono strettamente attinenti all'osservanza della religione cattolica o, in qualsivoglia forma, all'adesione ai dettami dottrinali del papa;
- etniche: nella misura in cui l'appartenenza religiosa si configuri anche come, in tutto o in massima parte, appartenenza a un distinto e determinato gruppo etnico, nazionale o linguistico considerato rivale o nemico;
- religiose: nel caso l'opposizione o l'ostilità sia determinata dall'appartenenza a un gruppo religioso diverso, facente parte della stessa famiglia (ad esempio protestanti) o meno (ad esempio musulmani).

Talora questi ultimi due aspetti si sono spesso sovrapposti, come nel caso della lunga stagione terroristica nell'Irlanda del Nord, che vedeva come parti contrapposte in conflitto cattolici irlandesi da un lato e anglicani e protestanti di origine britannica dall'altro, rendendo di fatto estremamente difficile stabilire se la natura dei contrasti avesse natura etnica oppure religiosa.